# Santa Rita do Sapucaí (ort)
Santa Rita do Sapucaí är en ort i Brasilien.   Den ligger i kommunen Santa Rita do Sapucaí och delstaten Minas Gerais, i den sydöstra delen av landet, 800 km söder om huvudstaden Brasília. Santa Rita do Sapucaí ligger 826 meter över havet och antalet invånare är 28 765.
Terrängen runt Santa Rita do Sapucaí är kuperad norrut, men söderut är den platt. Santa Rita do Sapucaí är det största samhället i trakten.
Omgivningarna runt Santa Rita do Sapucaí är huvudsakligen savann. Runt Santa Rita do Sapucaí är det ganska glesbefolkat, med 36 invånare per kvadratkilometer.